# Esquines (alfarero)
Esquines  fue un alfarero griego, activo en Atenas en la segunda mitad del siglo VI a. C.
Solo se le conoce por su firma en el fragmento de una base de terracota (o ¿crátera ?) de la Acrópolis de Atenas (Atenas, Museo Arqueológico Nacional Akr. 2692). El fragmento muestra un carruaje de caballos en la técnica de figuras negras sobre un fondo blanco.